# Epipocus nanus
Epipocus nanus es una especie de coleóptero de la familia Endomychidae.

## Distribución geográfica
Habita en Arizona (Estados Unidos).